# Паирель, Вадим
Вадим Паирель (рум. Vadim Paireli; род. 8 ноября 1995, Тирасполь) — молдавский футболист, нападающий казахстанского клуба «Улытау». Выступал за национальную сборную Молдовы.

## Карьера

### Клубная
Паирель является воспитанником тираспольского футбольного клуба «Шериф». Дебютный матч в чемпионате Молдовы сыграл 21 мая 2013 года против «Костулены». Свой первый гол за «ос» Вадим забил в игре 17 тура Национального дивизиона против «Дачии». В составе команды стал чемпионом Молдовы сезона 2013/14. 24 мая 2015 года выиграл с «Шерифом» Кубок Молдовы 2014/15.
В ходе сезона 2015/16 потерял место в основе «Шерифа». На следующий год был отдан в аренду в клуб второго дивизиона Хорватии «Дугополе», в его составе сыграл 28 матчей. С лета 2017 года выступал за «Петрокуб» (Хынчешть), в его составе в осеннем сезоне 2017 года стал бронзовым призёром.

### Сборная
Выступал за юношеские сборные Молдовы до 17 и до 19 лет.
13 августа 2014 года Вадим дебютировал за молодёжную сборную Молдовы в игре против команды Беларуси, игра закончилась со счётом 1:0 в пользу молдавской команды. В 2015—2016 годах провёл за команду 5 матчей в отборочном турнире молодёжного чемпионата Европы.
В национальной сборной Молдовы дебютировал 9 октября 2017 года в игре с Австрией, заменив на 86-й минуте Вадима Болохана.

## Достижения
- Чемпион Молдовы (3): 2012/13, 2013/14, 2015/16
- Бронзовый призёр чемпионата Молдовы (2): 2014/15, 2017
- Обладатель Кубка Молдовы (1): 2014/15

## Статистика
| Клуб             | Сезон            | Чемпионат | Чемпионат | Кубок | Кубок | Суперкубок | Суперкубок | Еврокубки | Еврокубки | Товарищеские | Товарищеские | Итого | Итого |
| Клуб             | Сезон            | Игры      | Голы      | Игры  | Голы  | Игры       | Голы       | Игры      | Голы      | Игры         | Голы         | Игры  | Голы  |
| ---------------- | ---------------- | --------- | --------- | ----- | ----- | ---------- | ---------- | --------- | --------- | ------------ | ------------ | ----- | ----- |
| Шериф            | 2013/14          | 21        | 2         | 4     | 0     | —          | —          | 1         | 0         | 5            | 0            | 31    | 2     |
| Шериф            | 2014/15          | 22        | 4         | 1     | 0     | 1          | 0          | 1         | 0         | 1            | 0            | 24    | 4     |
| Всего за карьеру | Всего за карьеру | 43        | 6         | 5     | 0     | 1          | 0          | 2         | 0         | 6            | 0            | 55    | 6     |